# Erich Rambold
Erich Rambold (* 22. November 1937 in Berlin) ist ein ehemaliger deutscher Kommunalpolitiker (CSU).
Rambold studierte Rechtswissenschaften und war von 1970 bis 2002 Landrat des oberbayerischen Landkreises Mühldorf am Inn. Im Vorfeld der Gebietsreform setzte er sich erfolgreich für den Fortbestand seines Landkreises ein. Zeitweise war er auch ehrenamtlicher Präsident des Sparkassenverbandes Bayern.

## Ehrungen
- 1989: Verdienstkreuz 1. Klasse der Bundesrepublik Deutschland
- 2005: Ehrenbürger von Mühldorf a.Inn
- 1991: Bayerischer Verdienstorden
- Kommunale Verdienstmedaille in Gold